# Peralta (Nuevo México)
Peralta es un pueblo en el condado de Valencia del estado estadounidense de Nuevo México.

## Geografía
Peralta se encuentra ubicado en las coordenadas 34°49′41″N 106°41′11″O / 34.82806, -106.68639. Según la Oficina del Censo de los Estados Unidos, Peralta tiene una superficie total de 11.56 km², de la cual 11.56 km² corresponden a tierra firme y (0%) 0 km² es agua.

## Demografía
En el Censo de 2010 tenía una población de 3.660 habitantes y una densidad poblacional de 316,7 personas por km². . El 76.04% de sus habitantes eranblancos, el 0.87% eran afroamericanos, el 2.49% eran amerindios, el 0.25% eran asiáticos, el 0.03% eran isleños del Pacífico, el 15.93% eran de otras razas y el 4.4% pertenecían a dos o más razas. Del total de la población el 54.51% eran hispanos o latinos de cualquier raza.